# Зайберсбах
Зайберсбах (нем. Seibersbach) — община в Германии, в земле Рейнланд-Пфальц.
Входит в состав района Бад-Кройцнах. Подчиняется управлению Штромберг. Население составляет 1385 человек (на 31 декабря 2010 года). Занимает площадь 14,64 км².